# Targowica (obwód kirowohradzki)
Targowica (ukr. Торговиця, Torhowycia) – wieś na Ukrainie, dawne miasteczko, w obwodzie kirowohradzkim, w rejonie hołowaniwskim. Położona na prawym brzegu Siniuchy na wschodnim krańcu Podola.

## Historia

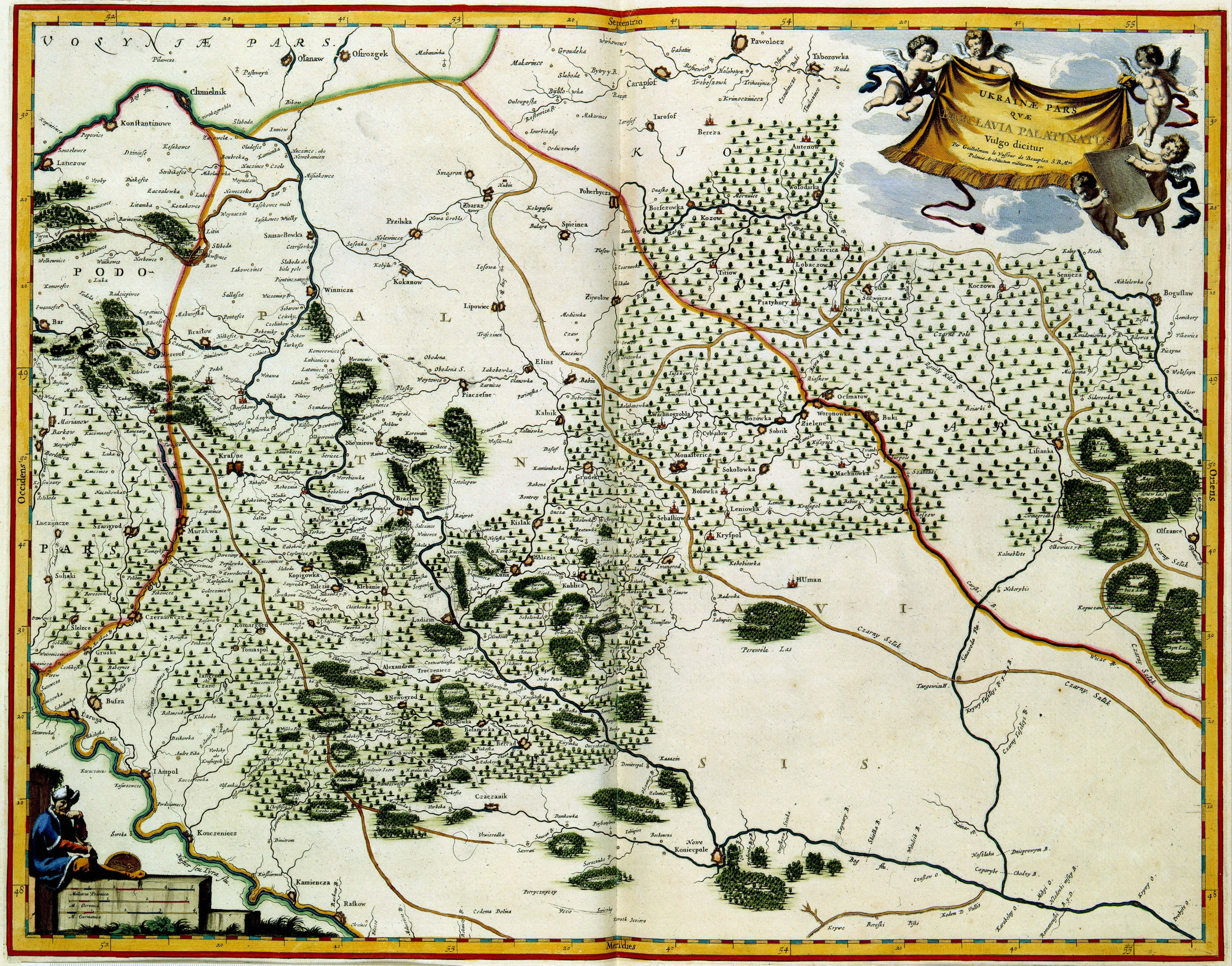
Mapa województwa bracławskiego z 1648 r. z zaznaczoną Targowicą

W XIV wieku istniała tu ważna osada handlowa, z której korzystali m.in. Genueńczycy z Kaffy, Mołdawianie, Wołosi i Grecy. Po upadku osady w XV w., odrodziła się w XVII w. za sprawą Walentego Aleksandra Kalinowskiego i Marcina Kalinowskiego. Leżała w granicach województwa bracławskiego na tzw. czarnym szlaku. W drugiej połowie XVI wieku miasto było własnością księcia Bohusza Koreckiego. Po rozejmie andruszowskim od 1667 roku nieopodal Targowicy biegła granica polsko-rosyjska. W latach 1672–1699 wraz z Podolem przejściowo pod zwierzchnictwem Imperium Osmańskiego. W XVIII wieku Targowica była jedną z posiadłości Potockich na wschodnim Podolu. W 1751 po rosyjskiej stronie granicy powstała Nowa Serbia, z której serbskimi osadnikami mieszkańcy Targowicy toczyli liczne spory przed targowickim sądem pogranicznym. Od 1773 roku Targowica była własnością Stanisława Szczęsnego Potockiego. 14 maja 1792 rzekome miejsce ogłoszenia konfederacji targowickiej (w rzeczywistości akt przygotowano i wydano w Petersburgu), zmierzającej do obalenia Konstytucji 3 maja przy pomocy interwencji armii rosyjskiej. W 1793 zajęta przez Rosję w efekcie II rozbioru Polski. W zaborze rosyjskim przynależała administracyjnie do guberni kijowskiej.